# Eau liée
En hydrologie, l’eau liée est une couche extrêmement fine d'eau qui entoure les surfaces minérales. En biologie, l’eau liée est intégrée aux structures moléculaires intra et intercellulaires, par opposition à l'eau libre ou eau circulante (sang, lymphe). 

## Description

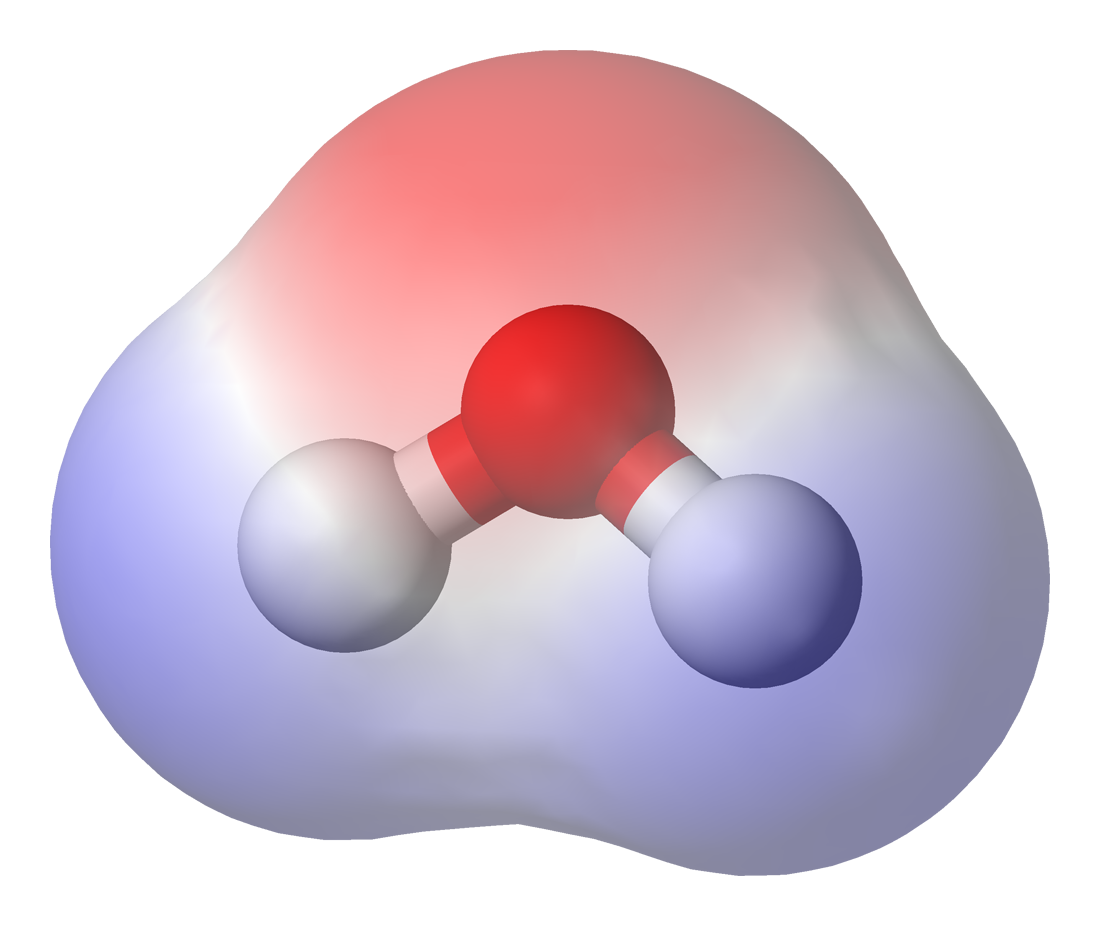
L'eau (H_{2}O) a une charge négative en son centre (teinte rouge) et une charge positive à ses extrémités (teinte bleue).

Les molécules d'eau ont une forte polarité électrique, ce qui signifie qu'elles ont une forte charge négative en leur centre et une forte charge positive en leur extrémité. Cela amène les molécules d'eau à se lier les unes aux autres et à d'autres surfaces chargées, telles que les minéraux terrestres ou les biomolécules. L'argile a en particulier une grande capacité à se lier aux molécules d'eau.
La forte attraction entre ces surfaces provoque la formation d'une pellicule d'eau extrêmement mince (quelques molécules d'épaisseur) sur la surface minérale. Ces molécules d'eau sont beaucoup moins mobiles que le reste de l'eau dans le sol et ont des effets significatifs sur la permittivité diélectrique du sol et le processus de gel/dégel.

### Sources
- (en) Cet article est partiellement ou en totalité issu de l’article de Wikipédia en anglais intitulé « Bound water » (voir la liste des auteurs).